# Abdalònim
Abdalònim (grec antic: Ἀβδαλώνιμος, Abdalónimos; llatí: Abdalonymus) va ser un jardiner descendent de reis, al que Alexandre el Gran va fer rei de Sidó l'any 332 aC.
Era fill del rei Tennes (en fenici Tabnit) que es va revoltar contra el rei de Pèrsia amb ajut egipci. Egipte va enviar quatre mil mercenaris grecs dirigits per Mentor de Rodes (vegeu Artabazos II) però Artaxerxes III de Pèrsia els va derrotar l'any 346 aC. Tennes va ser executat i Mentor va incendiar la ciutat de Sidó. El següent rei que apareix és Abdastart (en grec Straton) probablement un nebot de Tennes i cosí d'Abdalonim, que es va mantenir lleial a Darios III de Pèrsia, però després de la batalla d'Issos, el rei Abdastart es va rendir a Alexandre.
Alexandre va enviar el seu amic Hefestió de Pel·la a seleccionar un nou rei. Hefestió va nomenar a Abdalònim que treballava com a "jardiner" (possiblement un càrrec secundari de la cort). Alexandre va preguntar-li com havia suportat la pobresa i el fet d'haver de treballar el camp, i Abdalònim va contestar que amb les seves mans s'havia procurat el sustent, i com que no tenia res no necessitava res. Alexandre va quedar satisfet amb la resposta i li va confirmar el títol de rei, augmentant-li també les seves possessions.
Aquest rei va construir el sarcòfag d'Alexandre, una obra d'art grega, descoberta l'any 1887 a la necròpolis reial de Sidó, i que mostra a Alexandre durant una batalla contra els perses i al rei de Sidó durant una cacera. Va governar fins a la seva mort el 312 aC.
La història d'Abdalònim l'explica també Justí. Diodor de Sicília l'anomena Ballonimus, i diu que va ser rei de Tir, i no de Sidó.